# 栗子隧道

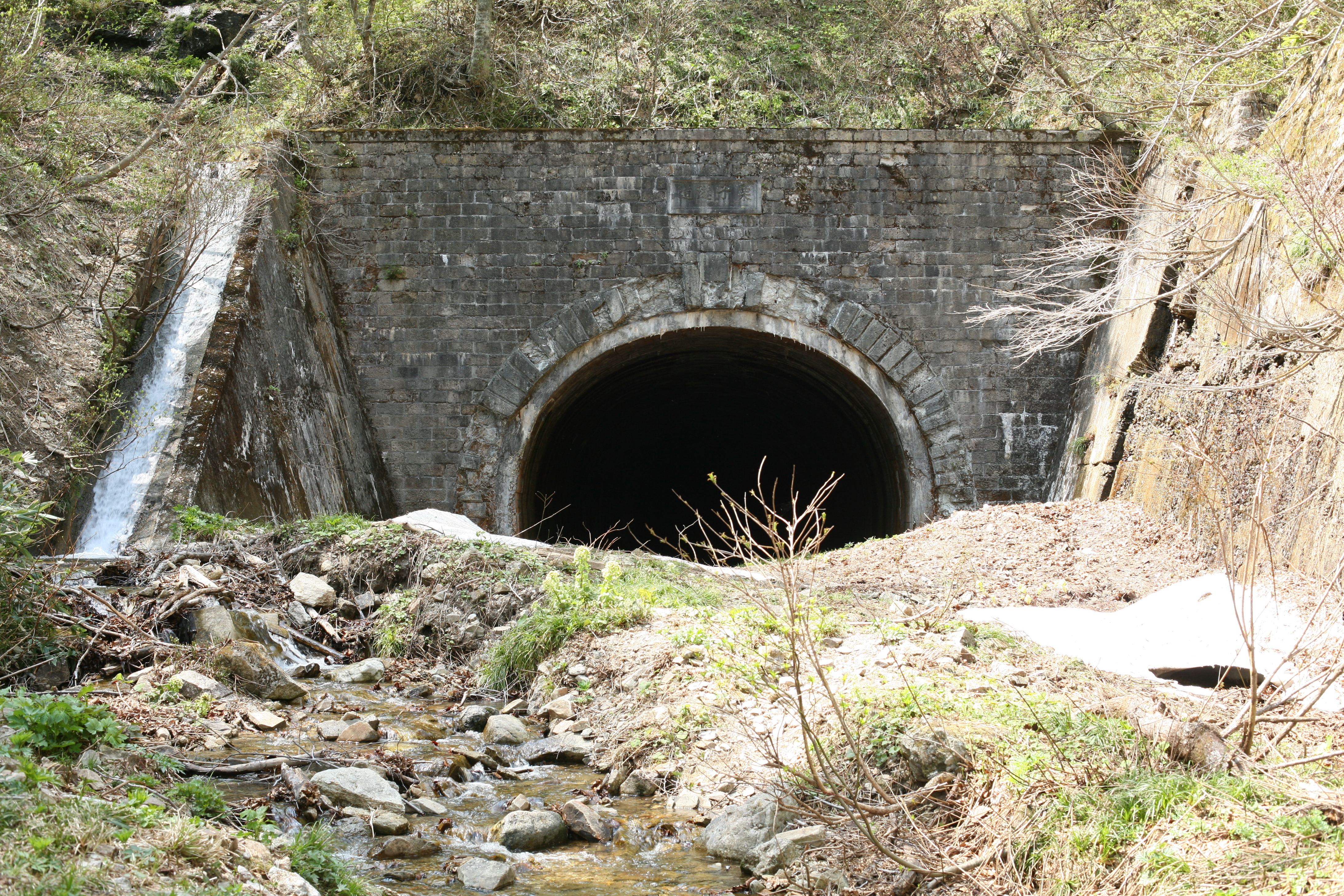
栗子隧道の福島側坑口

栗子隧道（くりこずいどう）は、旧国道13号（萬世大路）の山形県米沢市と福島県福島市の県境間にある道路トンネル。1936年（昭和11年）に開通し、現在は落盤、閉塞していて通行は出来ない。
前身にあたる栗子山隧道（くりこやまずいどう）は、明治時代前期の山形県令であった三島通庸が策定した山形県道路計画によって最初に山形 - 米沢 - 福島間を結ぶ道路が整備され、その中心事業である刈安新道を開くために開通した道路トンネルである。1881年（明治14年）開通当時は日本最長トンネルで、全長8町（約864メートル）あり、同時期に開通した鉄道トンネルである逢坂山隧道（664.8メートル）よりも長かった。
山形県米沢市万世町刈安・福島県福島市飯坂町中野を結んでおり、板谷を経由して南に迂回する国道13号や、東北中央自動車道の栗子トンネルよりもやや北に位置する。現在も遺構として残されており、米沢側の両トンネル坑口は隣り合っている。

## 歴史
- 1876年（明治9年） - 三島通庸の計画により着工。
- 1881年（明治14年） - 「栗子山隧道」として竣工。
  - 当隧道の開通により、馬車や人力車での通行、冬期のそりでの通行が可能になった。また、当隧道の工事の進行にあたっては、岩盤をノミなどで素掘する当時の日本の土木技術では困難を極めたため、三島はオランダ人技師エッセールを招聘したり、当時世界で3台目となる穿孔機をアメリカから日本に初めて導入するなど[3]、欧米の先進技術の導入にも積極的であった。10月3日には、明治天皇の東北巡幸を迎えて盛大な開通式を挙行し、翌明治15年には天皇が「萬世大路」と命名した[5][6]。
- 1933年（昭和8年） - 自動車による通行を可能にするための改修工事開始。
- 1936年（昭和11年） - 改修工事が竣工し、自動車の通行が可能になった。栗子山隧道を「栗子隧道」に改称。
- 1961年（昭和36年） - 西栗子トンネルと東栗子トンネルの工事が開始される。
- 1966年（昭和41年） - 両トンネルが開通し、国道13号は新道に指定変更される。
- 1972年（昭和47年） - 栗子隧道が落盤により閉塞し、通行不能になる。
- 2009年（平成20年）2月 - 栗子隧道が経済産業省の「近代化産業遺産」に認定される。